# Biegwald
Der Biegwald ist ein 18,4 Hektar großer unbewirtschafteter Waldpark in der Stadt Frankfurt am Main. Er liegt in den westlich der Innenstadt gelegenen Stadtteilen Bockenheim und Rödelheim. Das Waldstück ist als Teil des Frankfurter Grüngürtels ein ausgewiesenes Landschaftsschutzgebiet.

## Geschichte

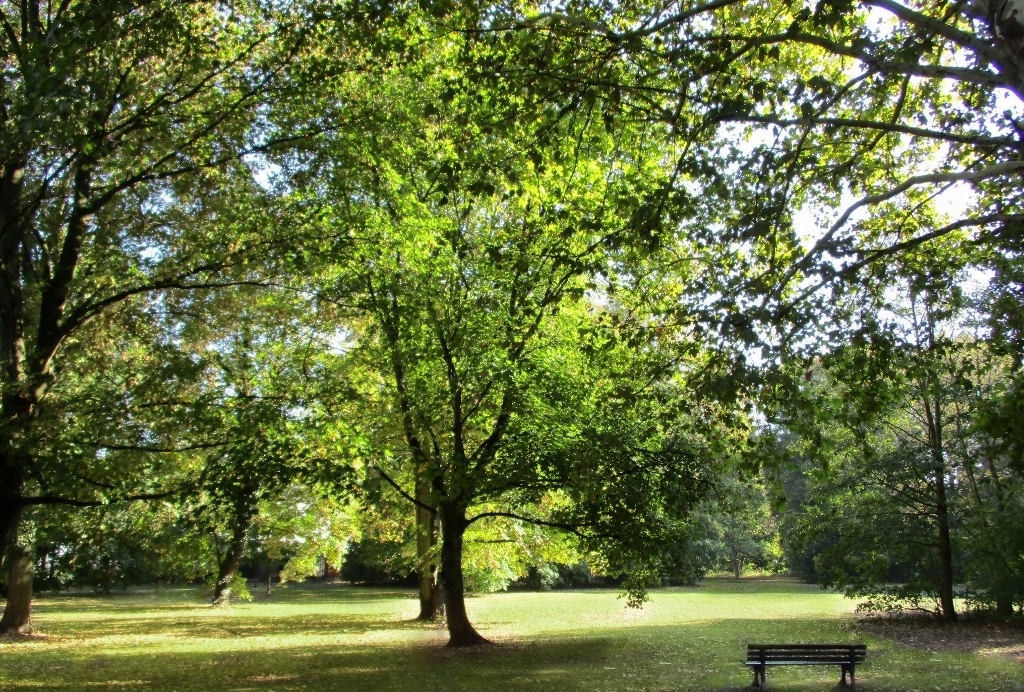
Biegwald

Der Biegwald wurde nach dem um 1295 untergegangenen Dorf Biegen und den bereits 1151 erwähnten Herren von Biegen benannt, die seit 1221 auch an der Burg Frauenstein Anteile besaßen und wohl im späten 14. Jahrhundert ausstarben. Er ist, ähnlich wie der südwestlich gelegene Niedwald ein Restteil eines alten Auwaldes mit Hainbuchen (Carpinus betulus), Eichen (Quercus) und Ulmen (Ulmus) sowie einer vielfältigen einheimischen Krautflora. Dieser Bewuchs ist typisch für die Vegetation, die früher weite Flächen des häufig überschwemmten Tales der Flüsse Main und Nidda bedeckte.

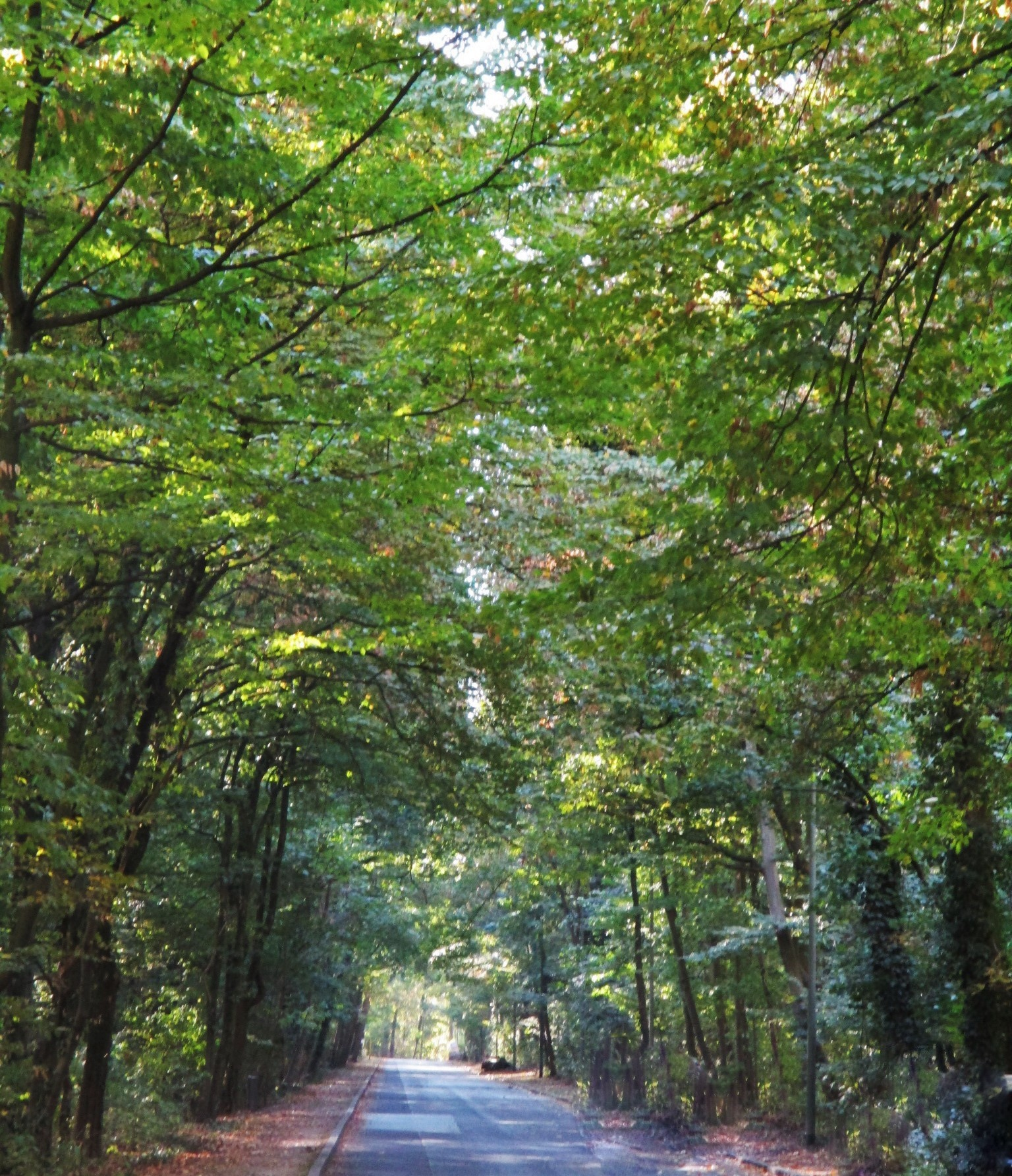
Der Biegweg.

Das Waldstück liegt im historischen Grenzgebiet zwischen dem damaligen Ort Bockenheim (der seit dem Spätmittelalter zum Amt Bornheimerberg der Grafschaft Hanau und ab dem 19. Jahrhundert zum Kurfürstentum Hessen gehörte) und dem Ort Rödelheim (vom 15. bis zum frühen 19. Jahrhundert der Grafschaft Solms-Rödelheim angehörig). Zwei noch vor Ort vorhandene Grenzsteine aus dem späten 18. Jahrhundert am nördlichen Rand des Biegwaldes bezeugen dies. Durch den Wald führt in südwestlich-nordöstlicher Richtung mit dem Biegweg ein Abschnitt der Altstraße Antsanvia, ein historischer Handelsweg von Mainz nach Eisenach. Im Jahr 1897 ging der Biegwald durch Ankauf in den Besitz der Stadt Frankfurt über.
Bis zum Zweiten Weltkrieg stand im Biegwald ein Forsthaus, dessen Schankwirtschaft ein beliebtes Ausflugsziel für Bockenheimer und Rödelheimer Bürger war. Laut Magistratsunterlagen beim Institut für Stadtgeschichte erfolgte bei den Luftangriffen auf Frankfurt am Main in der Nacht vom 24. auf den 25. April 1942 ein Abwurf von Fliegerbomben durch alliierte Bomber, der das Forsthaus Biegwald traf, in dem zur Kriegszeit Zwangsarbeiter der Bockenheimer VDO AG untergebracht waren. Dabei starben zahlreiche Menschen. Die Immobilie wurde zerstört.

## Lage und Infrastruktur
Heute wird der Biegwald im Süden von der S-Bahnstrecke der Homburger Bahn und im Osten von der Ludwig-Landmann-Straße begrenzt. Durch die Rödelheimer Eisenbahn- und Fußgängerbrücke über die Nidda ist das Waldstück mit dem Siedlungsgebiet des Stadtteils verbunden; eine Fußgängerbrücke über den Rödelheimer Nidda-Nebenarm Mühlgraben führt in den nordwestlich angrenzenden Solmspark.
Im und am Biegwald befinden sich Kinderspielplätze für alle Altersgruppen sowie der Spiel- und Bolzplatz Biegwald am Biegweg beziehungsweise an der nordöstlich angrenzenden Postsiedlung nahe dem Rebstöcker Weg. Am südwestlichen Rand des Biegwaldes am Rebstöcker Weg besteht mit dem Haus Biegwald eine Waldgaststätte und daneben ein Sportverein für Schutz- und Gebrauchshunde. Auch der traditionsreiche Amateur-Sportverein TSG Vorwärts Frankfurt unterhält dort ein großes, teilweise bebautes Sportgelände. Am Biegwald liegt das Hessenkolleg Frankfurt, eine Einrichtung der Erwachsenen- und Weiterbildung.

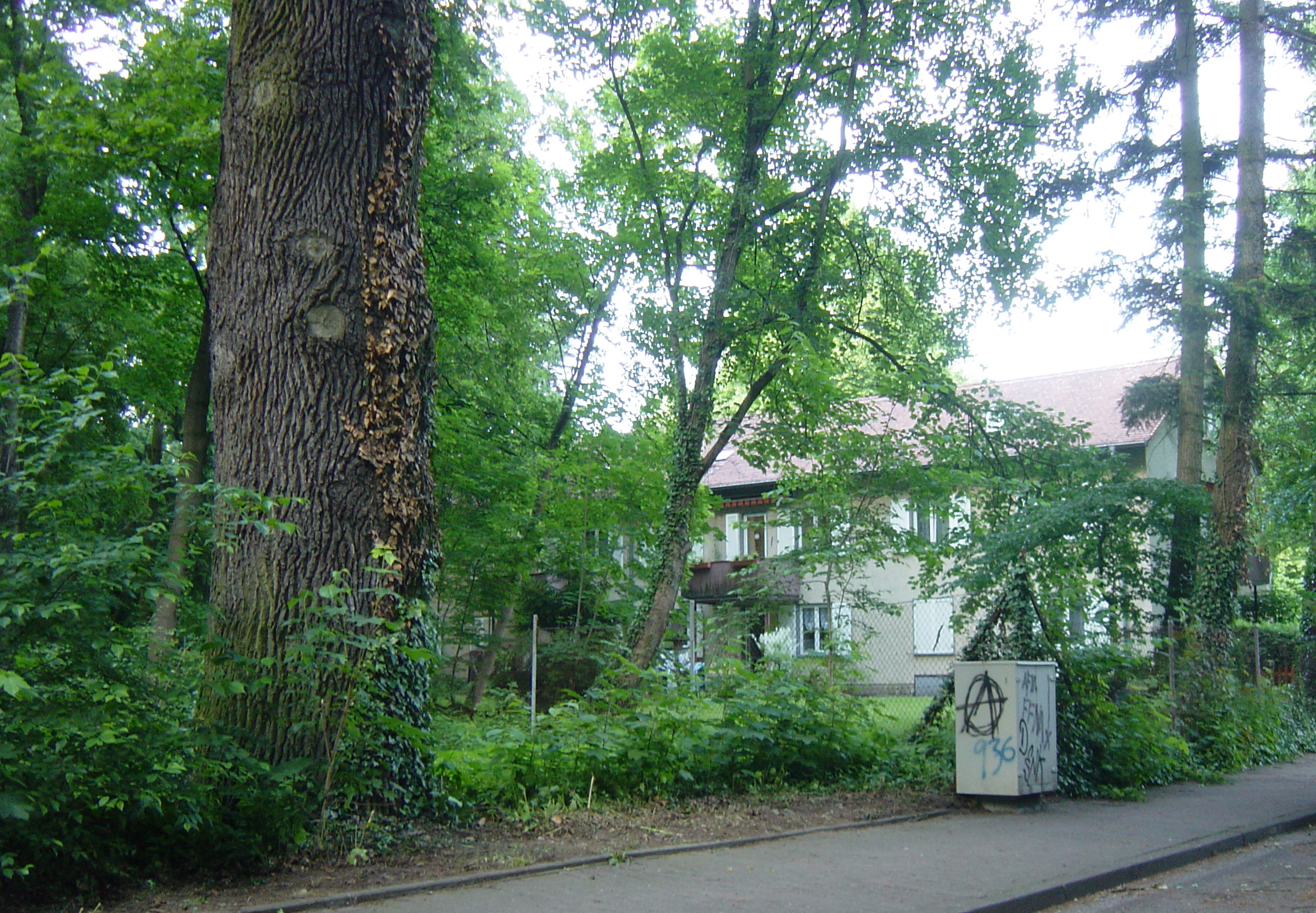
Postsiedlung am Biegwald
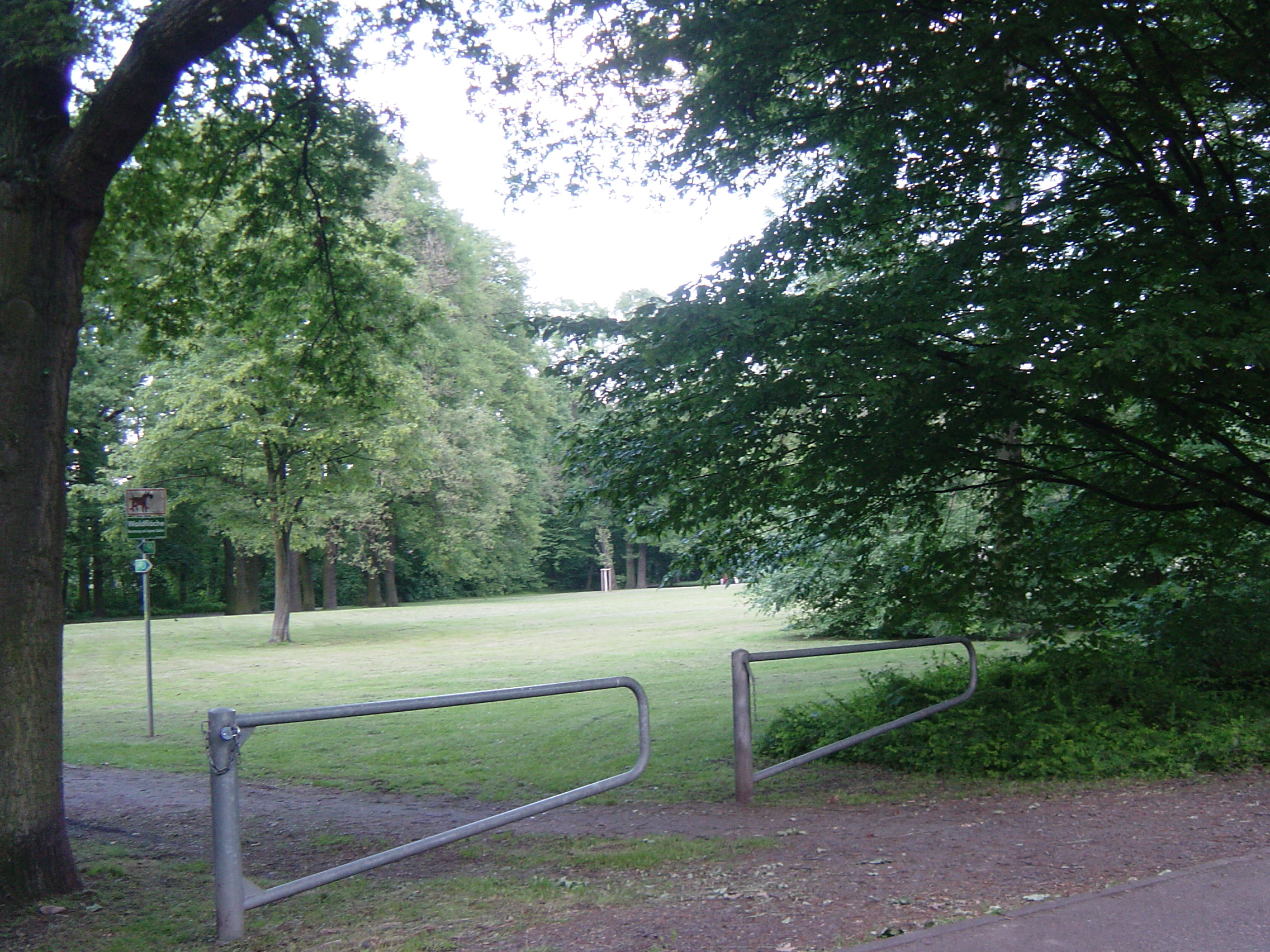
Zugang vom Biegweg
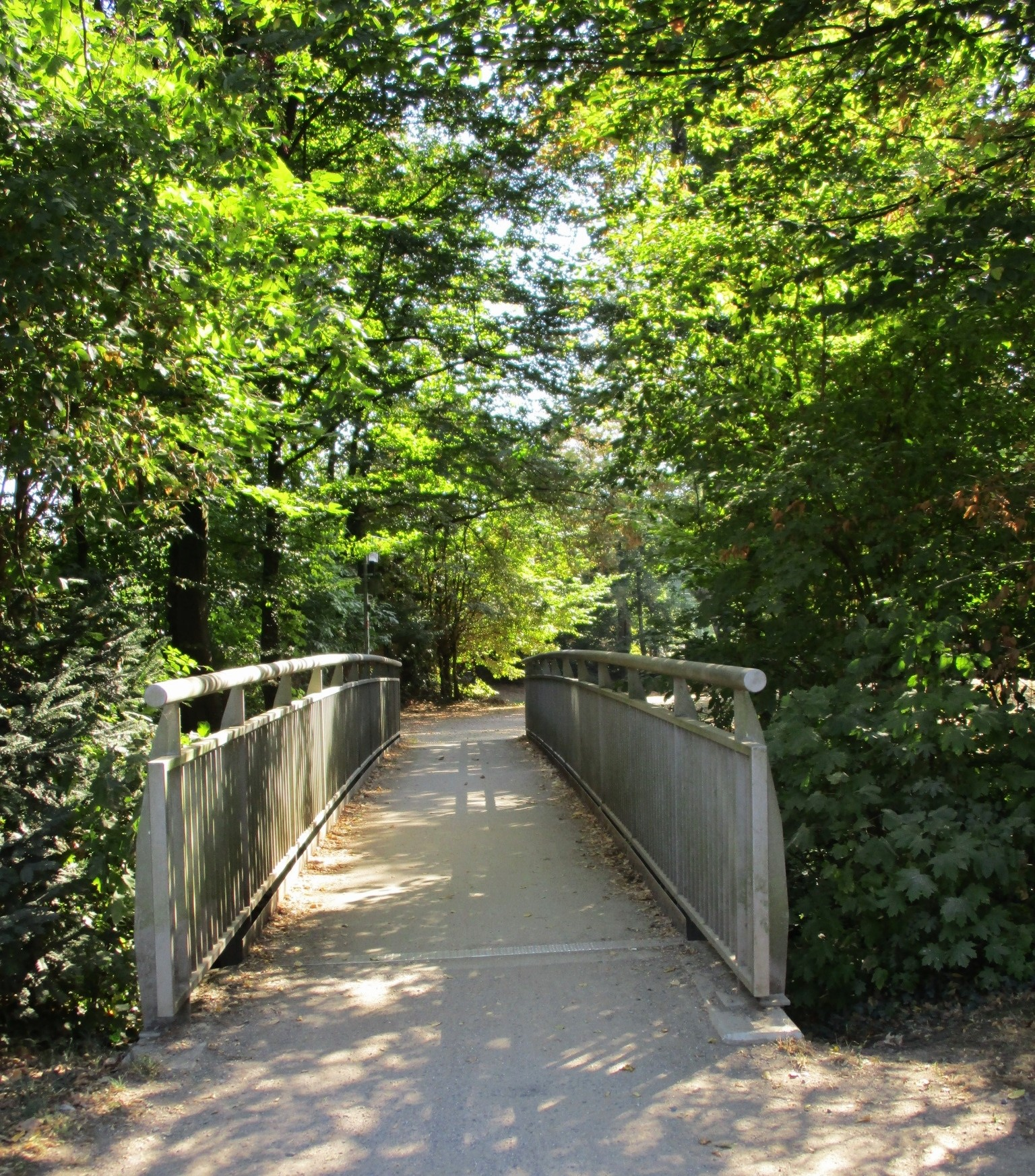
Brücke über den Mühlgraben im Solmspark
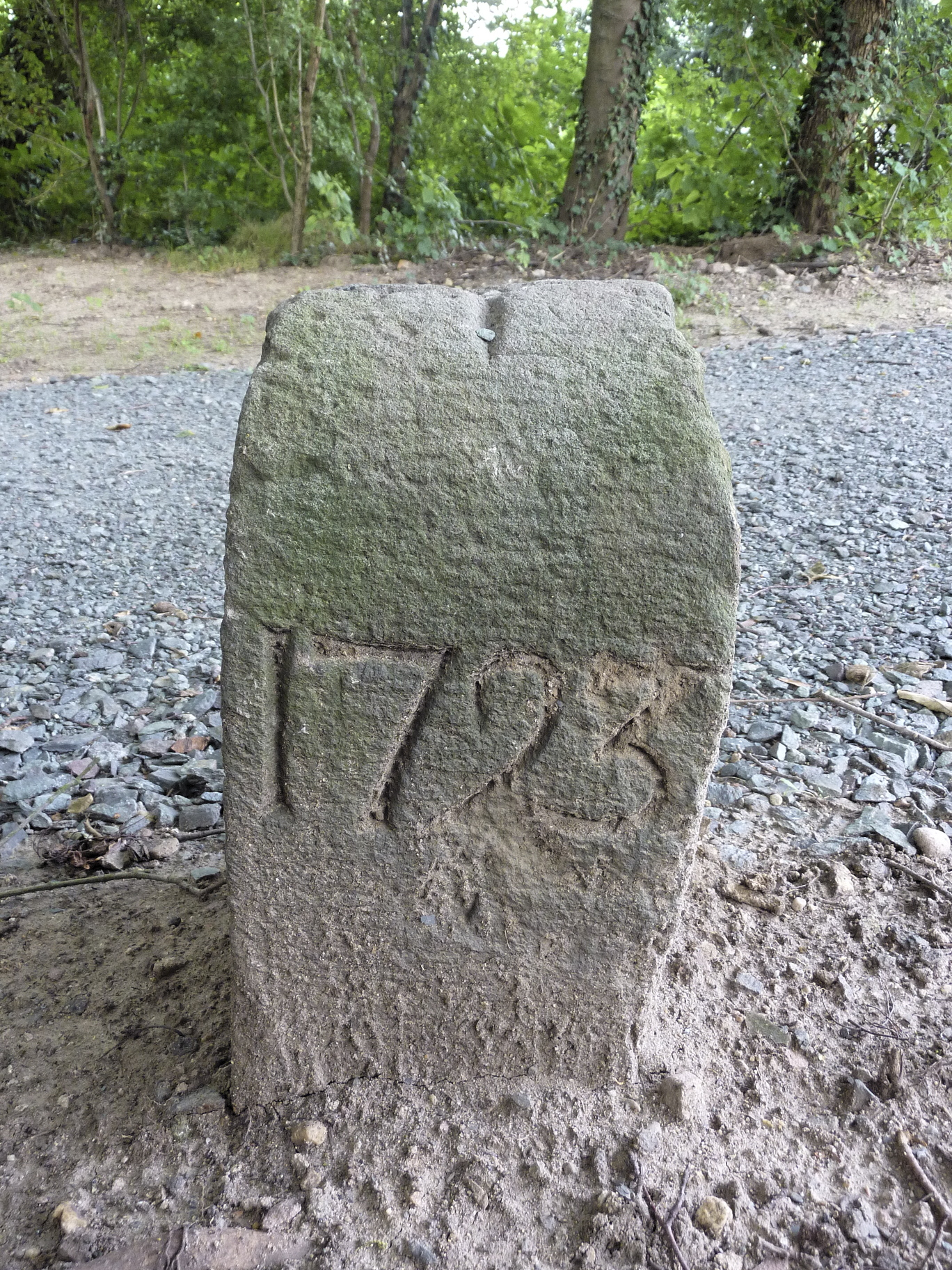
Grenzstein Rödelheim Bockenheim des 18. Jahrhunderts am Westrand des Biegwaldes, Ansicht Nordost
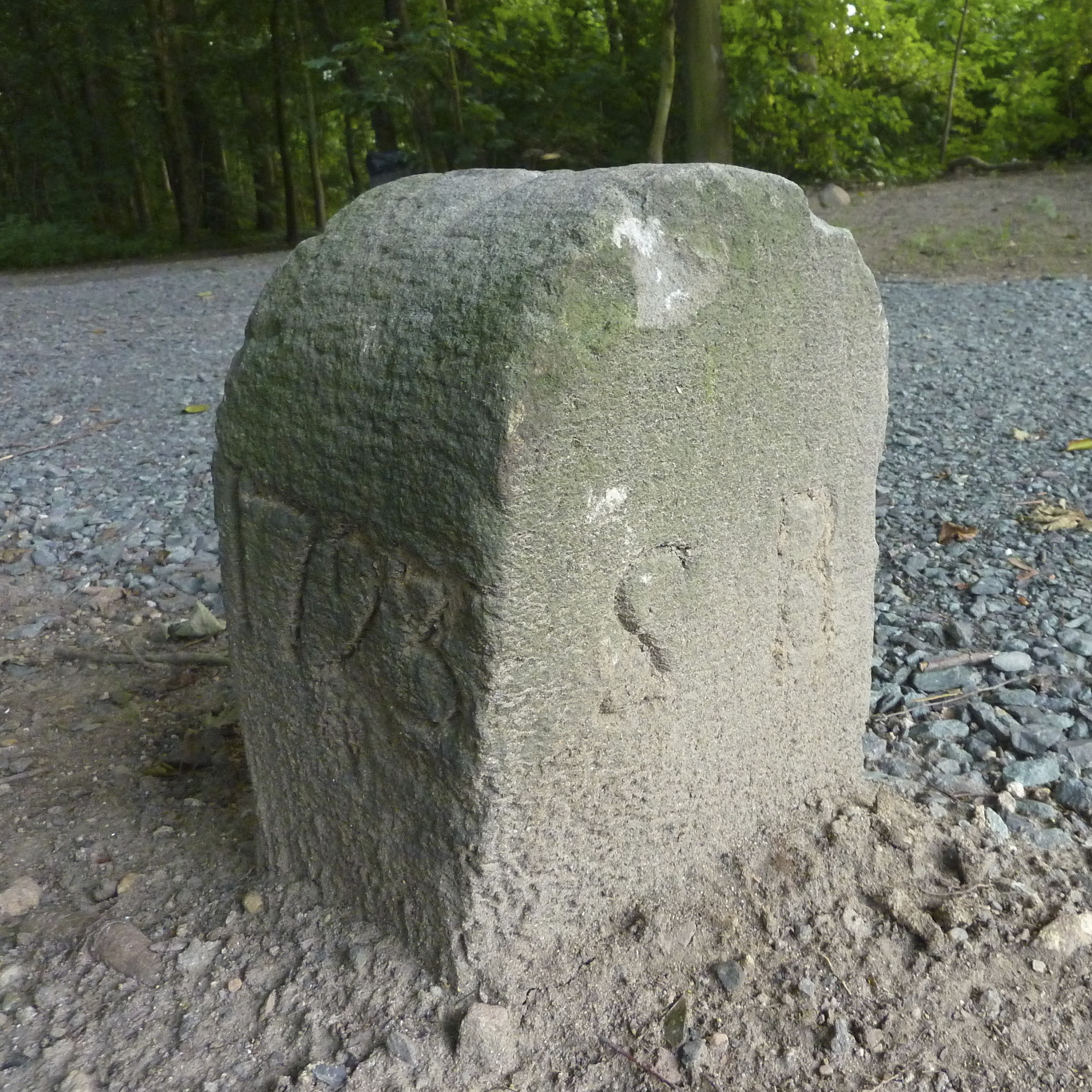
Grenzstein Rödelheim Bockenheim des 18. Jahrhunderts am Westrand, Ansicht Nord
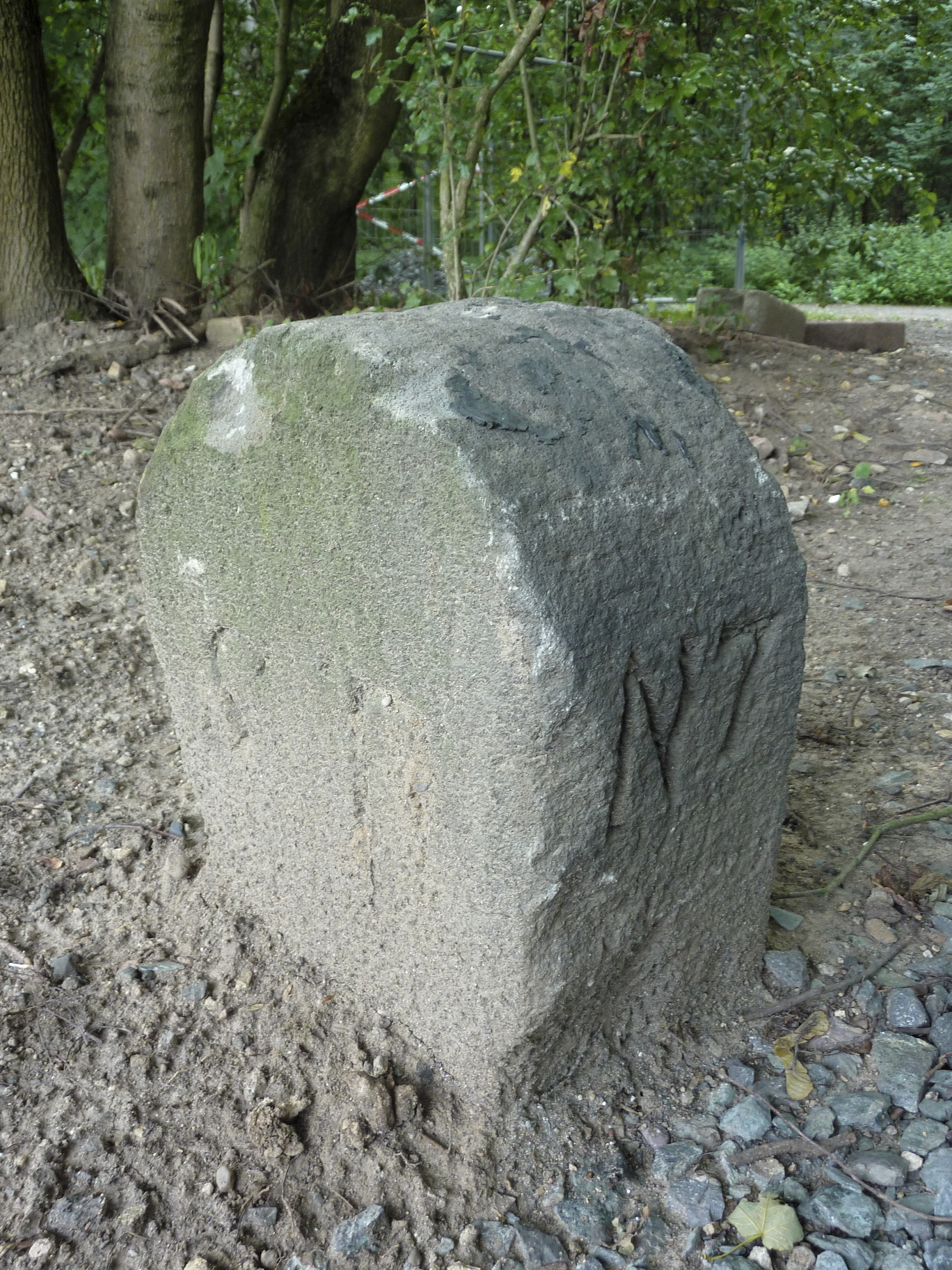
Grenzstein Rödelheim Bockenheim des 18. Jahrhunderts am Westrand, Ansicht West
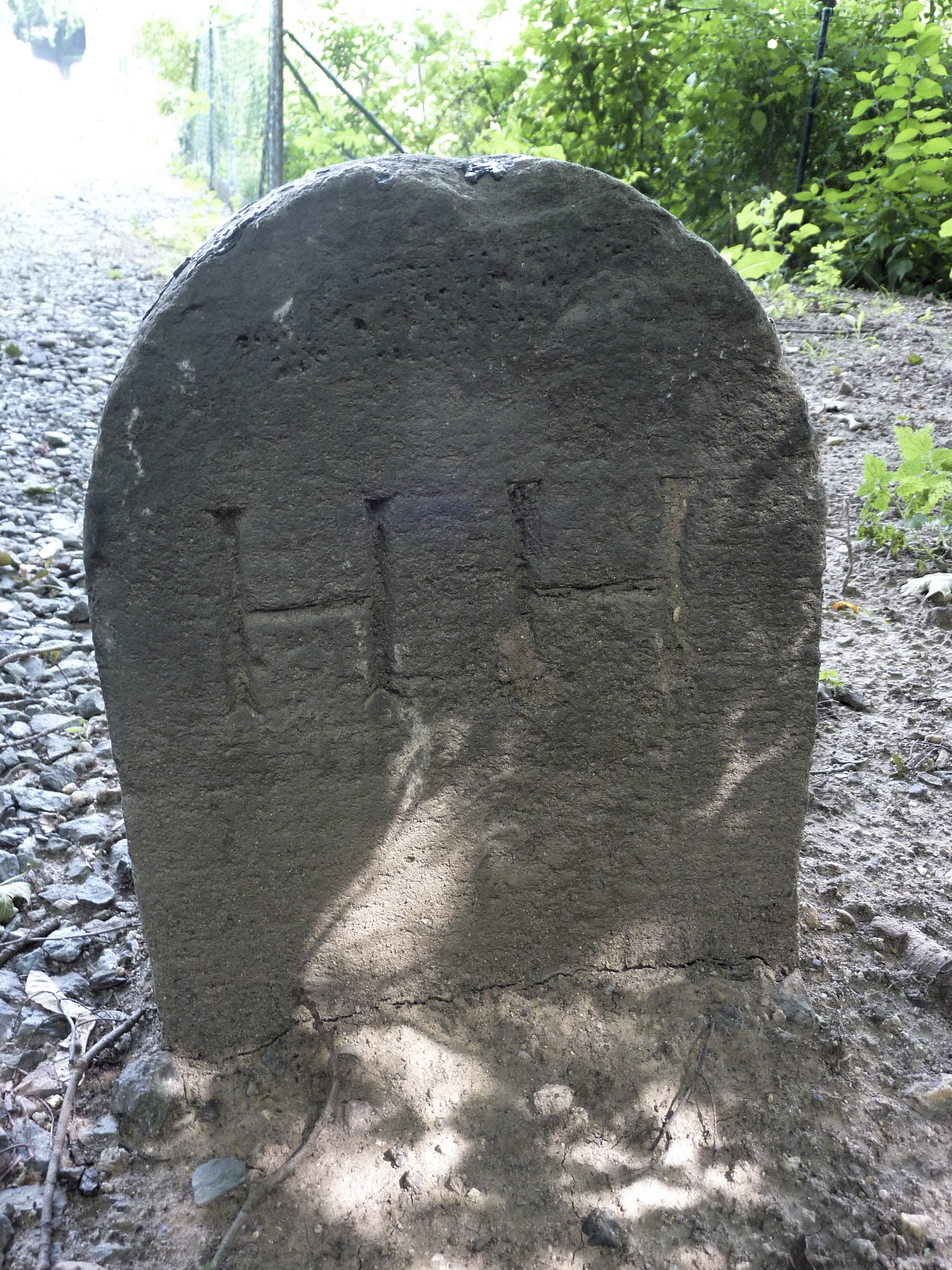
Grenzstein Rödelheim Bockenheim des 18. Jahrhunderts am Westrand, Ansicht Südost